# ケーヒン
株式会社ケーヒン（Keihin Corporation）は、かつて存在した本田技研工業（ホンダ）系最大手の総合システムメーカー。本社は東京都新宿区。本田技研工業の100%子会社。

## 概要

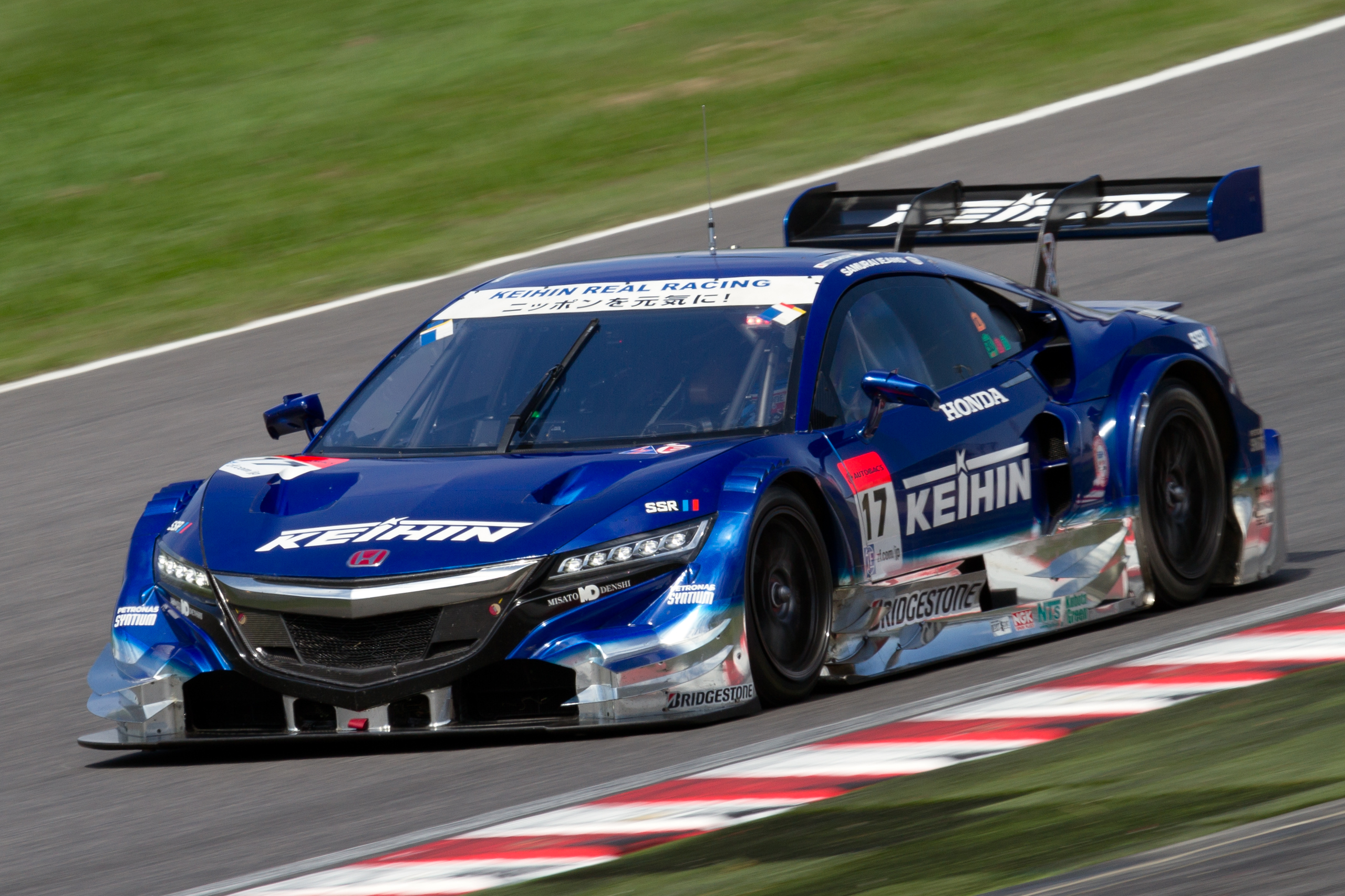
SUPER GT参戦車両 (KEIHIN NSX CONCEPT-GT)

本田技研工業系列だが、ヤマハ発動機、スズキ、川崎重工業、ハーレーダビッドソン等、国内外の主要二輪メーカーにも部品を供給していた。特にカワサキとは1980年代以降結び付きが強い。2019年にはトヨタ自動車向けの部品も受注した。
正式な社名はケーヒンだが、かつての京浜精機時代には一般にケイヒン（ロゴのローマ字もKEIHIN）と呼ばれていたため、近年でもケイヒンと表記されることが多かった。
二輪・四輪用各種システムを開発、製造しており、燃料供給系としてキャブレターやフューエルインジェクションが主力。その他にもトランスミッション系部品、カーエアコン関連、ガソリンやハイブリッドエンジン用の電子制御系関連、圧縮天然ガスエンジン関連、各種産業用バルブなどをラインナップしていた。
キャブレターメーカーとしては世界でもトップクラスのシェアを持ち、特に同社のオートバイ用FCRキャブレターは多くのライダーからの絶大な人気を誇り、しばしば四輪にも転用された。
自動車レース世界最高峰のフォーミュラ1、インディカー・シリーズ（IRL）、SUPER GT（旧・全日本GT選手権）などへのフューエルインジェクターや、二輪車レースのスーパーバイク世界選手権、耐久レース、モトクロス、トライアルなどへの燃料供給部品の販売等も手がけている。SUPER GTでは17号車、KEIHIN REAL RACINGのスポンサーを2009年から務めており、後述のレースクイーンを輩出した他、会社自体とファンを繋ぐ架け橋的な役割を担う『Keihin Blue Navigator』（ケーヒン・ブルーナビゲーター）を設置。初年度の2017年は栗沢綾乃、2018年以降は英美里がKeihin Blue Navigatorを務めていた。
拠点やグループ企業は、スポーツランドSUGOに近い宮城県の仙台都市圏や仙南圏、ツインリンクもてぎに近い北関東工業地域、その他、バイク関連企業が多い京浜工業地帯、鈴鹿サーキット周辺、浜松市などに立地していた。

### 日立グループとの合併
2019年10月30日、親会社である本田技研工業は当社、ショーワ、日信工業の3社の株式を株式公開買付けで取得することを発表。3社は株式公開買付け成立後、本田技研工業の完全子会社となった。その後、2021年1月1日に日立オートモティブシステムズを存続会社とした経営統合（同社は同日に日立Astemoと社名変更）を実施し、ケーヒンは解散した。
空調事業に関しては、本田技研工業と日立製作所以外の第三者へ譲渡を行う予定としていたが、2020年10月23日に日本・タイ・北米の同事業についてはマーレベーアジャパンに譲渡することを発表した。
なお、キャブレターなどにおける KEIHIN（ケーヒン）の名称、ブランドは合併後も存続する。

## 沿革
- 1956年 - 株式会社京浜精機製作所として設立。
- 1964年 - 東京証券取引所2部に上場。
- 1994年 - 東京証券取引所1部に上場。
- 1997年4月 - 同じ本田技研工業グループの株式会社ハドシス、株式会社電子技研と合併し、株式会社ケーヒンに社名変更。
- 2002年7月 - 本社を東京都新宿区西新宿一丁目26番2号に移転。
- 2005年6月 - 神奈川県横浜市に株式会社ケーヒンバルブを設立。
- 2012年1月 - 昭和電工株式会社から自動車空調用熱交換器事業等を株式取得により譲受け、株式会社ケーヒン・サーマル・テクノロジー、ケーヒン・サーマル・テクノロジー・オブ・アメリカ・インコーポレーテッド、ケーヒン・サーマル・テクノロジー（タイランド）カンパニー・リミテッド、大洋昭和汽車空調（大連）有限公司（現・京濱大洋冷暖工業（大連）有限公司）およびケーヒン・サーマル・テクノロジー・チェコ・エスアールオーを子会社化。
- 2013年1月 - 株式会社金津製作所と株式会社京浜総業が合併。同時に存続会社である金津製作所の商号を、株式会社ケーヒンサクラに変更。
- 2018年10月 - 株式会社ケーヒンワタリと株式会社ケーヒンサクラが合併。同時に存続会社であるケーヒンワタリの商号を、株式会社ケーヒンマニュファクチュアリングに変更。
- 2020年
  - 10月16日 - 本田技研工業による株式公開買付けが成立[10]。
  - 11月11日 - 東京証券取引所1部上場廃止[11]。
  - 11月13日 - 株式売渡請求により、本田技研工業の完全子会社となる。
- 2021年
  - 1月1日 - 日立オートモティブシステムズ（同日付で日立Astemoへ商号変更）へ吸収合併され解散。
  - 2月1日 - マーレベーアジャパンに日本・タイ・北米の空調事業を譲渡[8]。

## 拠点所在地
- 角田第一工場 - 宮城県角田市
- 角田第二工場 - 宮城県角田市
- 角田第三工場 - 宮城県角田市
- 丸森工場 - 宮城県伊具郡丸森町
- 狭山工場 - 埼玉県狭山市
- 鈴鹿工場・鈴鹿営業所 - 三重県鈴鹿市
- 宮城オフィス・角田開発センター - 宮城県角田市
- 栃木オフィス・栃木開発センター - 栃木県塩谷郡高根沢町
- 朝霞営業所 - 埼玉県朝霞市
- 浜松営業所 - 静岡県浜松市中区（現：中央区）
- 熊本営業所 - 熊本県菊池郡大津町

## グループ企業
- 株式会社ケーヒンマニュファクチュアリング（宮城県亘理郡亘理町）
- 株式会社ケーヒン那須（栃木県那須烏山市）
- 株式会社ケーヒンエレクトロニクステクノロジー（宮城県仙台市青葉区）
- 株式会社ケーヒンバルブ（神奈川県横浜市磯子区）
- 株式会社ケーヒン・サーマル・テクノロジー（栃木県小山市）

その他海外子会社として、以下のような拠点（工場・営業所）を持つ。国別の内訳は以下の通り。
- アメリカ合衆国 - 6
- 中国 - 5
- インド - 4
- タイ - 4
- ブラジル - 2
- 台湾 - 2
- インドネシア - 1
- マレーシア - 1
- イギリス - 1
- ドイツ - 1
- ベトナム - 1
- チェコ共和国 - 1
- メキシコ - 1

## レースクイーン
| 年                   | メンバー                                                                       |
| -------------------- | ------------------------------------------------------------------------------ |
| 2009年               | 柏木美里、春那美希                                                             |
| 2010年               | 清水恵美、水乃麻奈                                                             |
| 2011年               | 遠藤ゆきえ、青葉ちえり                                                         |
| 2012年               | 春那美希、城品萌音                                                             |
| 2013年               | 佐藤彩奈、采女華                                                               |
| 2014年               | 佐藤彩奈、大山美保                                                             |
| 2015年               | 千葉悠凪、采女華                                                               |
| 2016年               | 千葉悠凪、安倍有里子                                                           |
| 2017年 2018年 2019年 | 蒼怜奈                                                                         |
| 2020年               | 横田りか（SGT・REAL RACING担当） 野中はな（全日本ロードレース・SI Racing担当） |

- 12年続いたKeihinのRQ史に於いて20歳未満のメンバーは一人もおらず、采女華[注 1]と安倍有里子[注 2]の満23歳が最年少。蒼怜奈[注 3]の満30歳が最年長記録となっている。
- 日本レースクイーン大賞では、2014年に大山美保[12]、2015年に千葉悠凪[13]がファイナリスト5名の中に入ったが、いずれもグランプリ受賞はならなかった。またKeihinからのレースクイーン・オブ・ザ・イヤー受賞者は一人も出なかった。
- なお、新会社の日立Astemoでは、横田りかが「Astemo Muse」（アステモ・ミューズ）としてSUPER GTのレースクイーンを2023年[14][15]まで継続。英美里も「Astemo Ambassador」（アステモ・アンバサダー）として引き続き新会社のプロモーション及びモータースポーツ活動に携わっていた[16][15]。その英美里も2022年シーズンをもってKeihin→AstemoのRQを卒業したことで[17]、2023年シーズンにおけるAstemo Ambassadorは不在となったが[14]、2024年以降のSUPER GTにおける呼称変更に伴い、Astemo Ambassadorの名称が復活している[18]。